# Ommegang van de Hegge

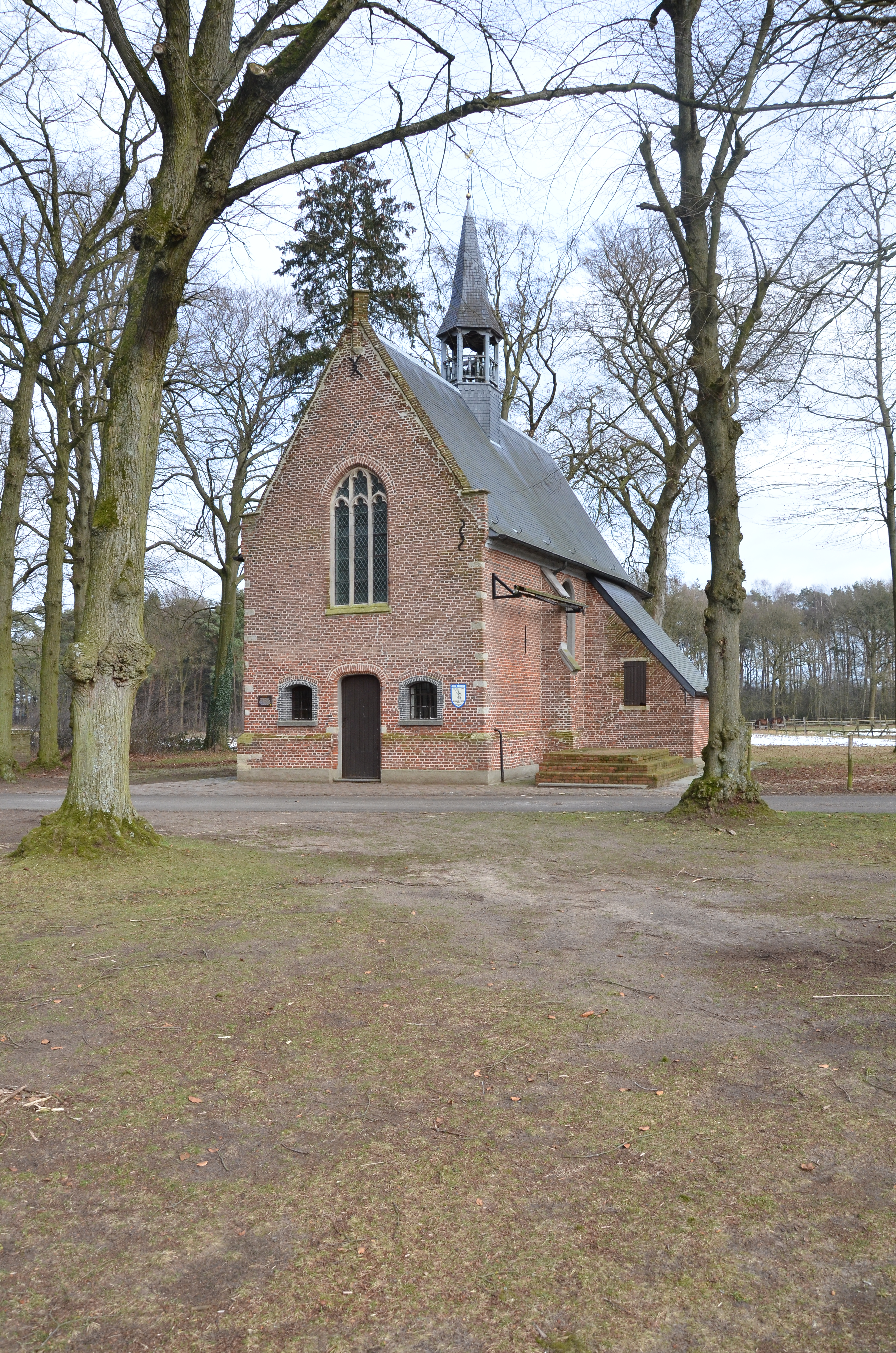
De laat-gotische kapel van het Eerwaardig Heilig Sacrament

De Ommegang van de Hegge is de om de 25 jaar plaatsgrijpende groots opgezette historische ommegang in Poederlee, gemeente Lille waarbij het Heggewonder van 1412 uitgebeeld wordt. Deze ommegang behoort tot het Vlaams immaterieel erfgoed.

## Toelichting
Om de 25 jaar wordt het Heggewonder met deze ommegang van de Heikant naar de Heggekapel herdacht. Met aangepaste historisch verantwoorde kledij, attributen, schoeisel en middeleeuwse wapens evoceert men dit waargebeurde verhaal via een ommegang naar de kapel.
Het verhaal wil dat in 1412 een verarmde jonker, Jan vander Langersteden een kelk en een ciborie met gewijde hosties stal uit de kerk van Wechelderzande waarmee hij een heiligschennende diefstal pleegde. Na de stoutmoedige diefte smeet hij vijf hosties in een konijnenpijp die hij daarna afdekte. Terug in Wechelderzande hield de Herentalse schout de dief door verdacht gedrag aan; hij werd op de pijnbank gelegd waarna hij bekende en tot de dood aan de galg veroordeeld. Op de dag van zijn terechtstelling bekende hij het wegwerpen van de hosties en wees de plaats van het misdrijf aan. Ter plaatse aangekomen openbaarde zich het wonder: de vijf hosties lagen nog volledig intact voor het bewuste konijnenhol "ghemueert vuyter eerden, ongesureert al van de conijnen, daer sij lage in regen, in sneeuw tot acht dagen". De plaatselijke geestelijkheid bracht de hosties in processie naar de kerk van Poederlee en naar de Herentalse Sint-Waldetrudiskerk.
De aan lager wal geraakte jonker, Jan vander Langersteden, werd voor zijn opknoping nog de hand afgehakt met een kuipersbijl want voor zo een zware heiligschennis kon geen straf zwaar genoeg zijn.

## Geschiedenis van de ommegang

### De ommegang van 1987
Deze versie trok op 28 juni 1987 door de voornaamste straten van Poederlee en werd gevolgd door 20 000 toeschouwers. De optocht telde 936 figuranten gestoken in zelfgemaakte kledij met negen wagens, getrokken door Brabantse trekpaarden en volk. Het geheel was een ontwerp van Walter Driesen en Walter Van den Branden onder de algemene regie van  de Gentse acteur Nolle Versyp. Deze laatste ontwierp ook de wagens.

### De ommegang van 2012
De versie van 2012 ging door op Pinksterzondag. Er gingen 1 307 figuranten mee in de optocht. Men telde 30 000 toeschouwers. Men rekende geen toegangsgeld aan dankzij subsidies omdat de ommegang ondertussen uitgeroepen is tot Vlaams immaterieel erfgoed.

### De ommegang van 2037
Wordt vervolgd...